# 盧蒲就魁
卢蒲就魁（？—前589年），中国春秋时期齐国大臣。 
前589年春季，齐国攻鲁国北境，包围龙地。齐顷公的宠臣卢蒲就魁攻城门，被龙地人逮住囚禁。齐顷公说：“不要杀他，我就和你们盟誓，今后不入你们的境内。”龙地人不听，杀了卢蒲就魁，暴尸于城上。齐顷公大怒，亲自击鼓，士兵爬上城墙。三天后，占领龙地。再向南侵，至巢丘。